# Louis van Gasteren
Louis van Gasteren, né le 20 novembre 1922 à Amsterdam et mort le 10 mai 2016 dans la même ville,, est un réalisateur, producteur, scénariste, acteur et écrivain néerlandais.

## Filmographie

### Réalisateur et producteur

#### Cinéma et téléfilms
- 1957 : Stranded
- 1961 : Het huis
- 1983 : Allemaal rebellen
- 1983 : Hans, het leven voor de dood
- 1997 : Beyond Words (ar)
- 2002 : In een Japanse stroomversnelling
- 2003 : The Price of Survival (en)
- 2012 : Nema aviona za Zagreb (en)

### Acteur
- 1957 : Gijsbrecht van Aemstel : Rey van Burghzaten
- 1959 : Land van belofte : Le notaire Wynne

## Livres
- 1983 : Hans, het leven voor de dood: een film van Louis van Gasteren
- 1984 : Allemaal rebellen: Amsterdam 1955-1965 : een filmserie[3]